# كيبيرا

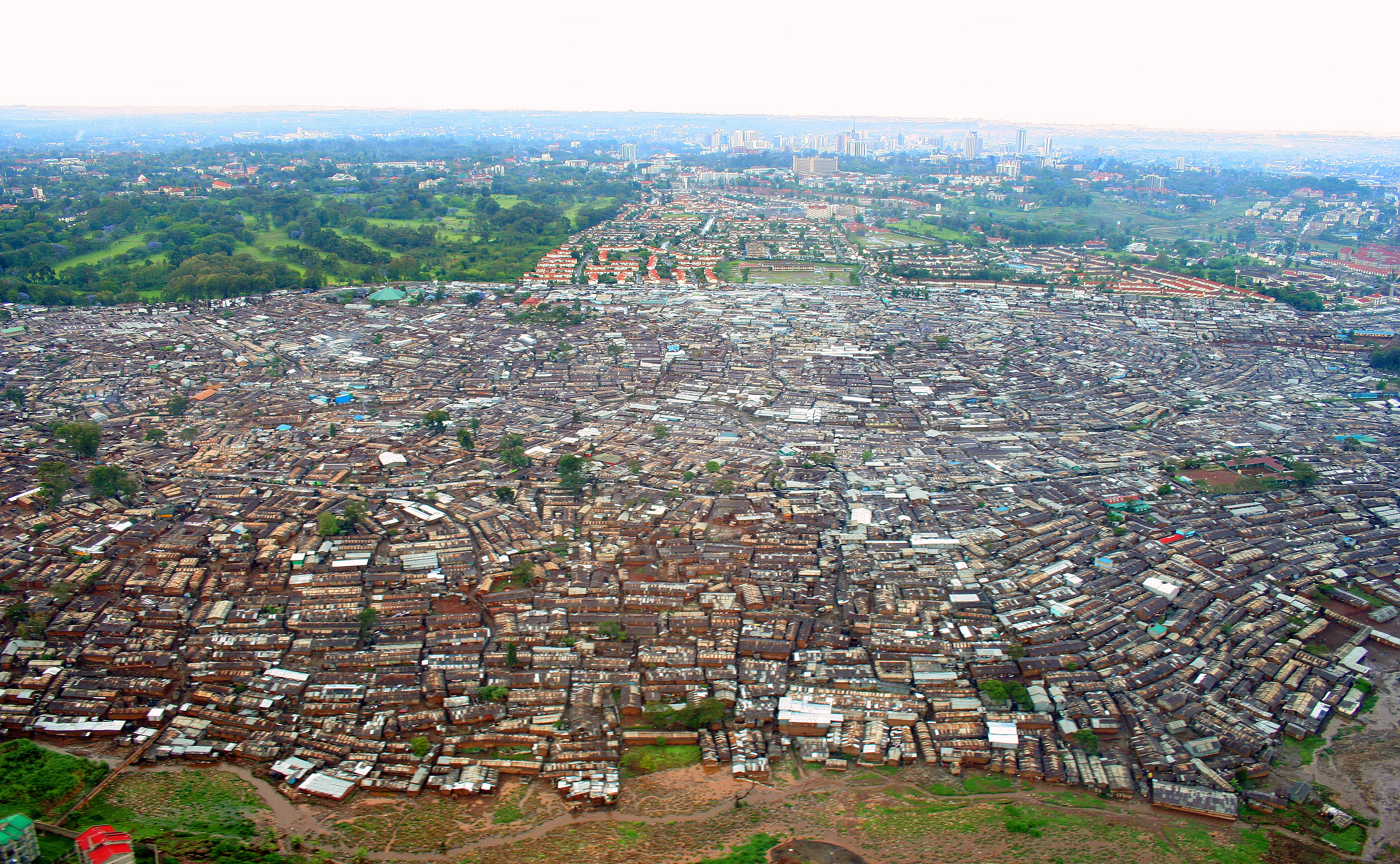
منظر لمدينة كيبيرا

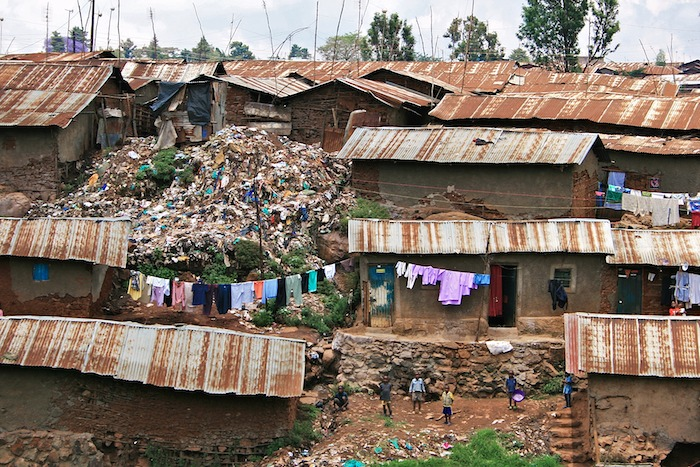
المساكن في كيبرا، نيروبي كينيا (حوالي 2008)

كيبيرا (باللغة النوبية غابة أو أدغال) هو أحد أحياء  نيروبي عاصمة كينيا، يبعد حي  كيبيرا 5 كلم عن وسط المدينة وهو أكبر الأحياء الفقيرة في نيروبي، وأحد أكبر الأحياء السكنية  الفقيرة في أفريقيا ، حسب تقرير كينيا للسكان والمساكن سنة 2009 حيث يشير إلى أن عدد السكان بلغ 170.070. لكن خلافا للتقديرات هناك حوالي مابين مليون أو مليونين من السكان. وهناك مصادر أخرى تقول أن عدد سكان كيبيرا قد يكون 500.000 أو يتعداه إلى 1.000.000 أو أكثر وذلك اعتمادا على الإحصاءات التي جاءت في تحديد عدد  سكان كيبيرا.
يعيش أغلب سكان كيبيرا في فقر مدقع، وذلك بدخل يساوي 1 دولار لليوم، وكذلك معدل البطالة مرتفع جدا. كما توجد نسبة كبيرة من الأشخاص المصابين بفيروس نقص المناعة المكتسبة، وكذلك حالات الإصابة بالإيدز. كما تكثر حالات الاغتصاب والاعتداء.كما أن هناك عدد محدود من المدارس ومعظم السكان لايستطعون توفير التعليم لأبنائهم. كما تندر المياه الصالحة للشرب، وتكثر الأمراض الناجمة عن قلة النظافة. كذلك فإن الغالبية من السكان الذين يعيشون في الأحياء الفقيرة بفتقدون لأغلب الخدمات الأساسية، بما فيها الكهرباء والصرف الصحي والرعاية الصحية.
شرعت الحكومة في برنامج لأزالة المباني القديمة، ليحل محلها عمارات سكنية ينقل إليها السكان بعد الانتهاء منها.
ينقسم حي كيبيرا إلى عدة قرى من بينها، «كياندا»، «سويتو الشرقية»، «جاتويكيرا»، «كيسومو ندوجو»، «ليندي»، «لايني سابا»، «سرانجا»، «ماكينا» و «ماشيموني».

## تاريخ

### الحقبة الإستعمارية
تأسست مدينة نيروبي التي يقع فيها حي كيبيرا سنة 1899، عندما تم بناء خط سكة حديد أوغندا وذلك لحاجة الإستعمار البريطاني لها، هدفت  الإدارة الاستعمارية للحفاظ على نيروبي كوطن للأوروبيين والعمال المهاجرين المؤقتين من أفريقيا و آسيا. تم جلب العمال المهاجرين في نيروبي على عقود قصيرة الأجل، وذلك  للعمل في قطاع الخدمات، والسكك الحديدية والأعمال اليدوية وكذلك لشغل الوظائف الإدارية الدنيا  في الحكومة الاستعمارية.
بين عامي 1900 و 1940، أصدرت الحكومة الإستعمارية عددا من القوانين مثل قانون التشرد 1922 - للفصل بين الناس، وكذلك الاعتقال والطرد والحد من حركة المواطنين والعمال المتعاقدين. في نيروبي، كان الأفارقة يعيشون على جوانب مدينة نيروبي لأن العيش في نيروبي كان يستلزم تصريحا، بهذه التصاريح تفصل المناطق التي يعيش فيها العرق الأروبي، وكذلك الجنود الأفارقة الذين يخدمون المصالح العسكرية للجيش الإستعمار البريطاني، وبهذا تتطورت هذه المنطقة على حواف نيروبي إلى ما يعرف الآن بكيبيرا.
نشأت كيبيرا على أنها  مستوطنة في الغابات الموجودة في ضواحي نيروبي، عندما تم تخصيص قطعة أرض للجنود النوبيين عند عودتهم  من الخدمة في «سلاح ملك افريقيا» (KAR) كمقابل على جهودهم في عام 1904.كانت  كيبيرا تقع حول منطقة (KAR) «أراضي التدريبات العسكرية» على مقربة من مقر (KAR) على طول الطريق «ثيكا». سمحت الحكومة الاستعمارية البريطانية في استيطان المنطقة لتنمو بشكل غير رسمي. كان النوبيون يطالبون بالأراضي في «محميات السكان الأصليين» وعلى مر الزمن، انتقلت قبائل أخرى في المنطقة لإستئجار الأراضي من الملاك النوبيين. ومع زيادة  حركة السكك الحديدية، ونمو الاقتصاد النيروبي، نزح عدد كبير من الريف إلى نيروبي الحضرية بحثا عن العمل. وهكذا تطورت كيبيرا والأحياء الفقيرة الأخرى.
قدمت مقترحات في أواخر 1920 لهدم ونقل كيبيرا، وذلك لتوغلها داخل منطقة الممتلكات السكنية الأوروبية، ومع ذلك إعترض السكان على هذه المقترحات. وضعت الحكومة الإستعمارية مقترحات لإعادة تنظيم كيبيرا، كما درست اللجنة الكينية للأراضي الكثير من الحالات التي  تشير إلى «مشكلة كيبيرا». في ذلك الوقت لم تكن كيبيرا الوحيدة بل كان هناك العديد من الأحياء الفقيرة الأخرى، كما أشار تقرير الإستعمار البريطاني عام 1931 إلى الطابع الانفصالي للسكان في نيروبي وغيرها من المدن الكينية. كانت هناك سكنات جيدة للأوروبيين داخل نيروبي في نفس الوقت الذي عرف انتشار الأحياء الفقيرة التي يسكنها الأفارقة والمهاجرين غير الأوروبيين.

### مرحلة ما بعد الاستقلال
بعد استقلال كينيا عام 1963، صرحت الحكومة  بعدد من المناطق السكنية غير قانونية. أثر هذا القرار الجديد  على أساس امتلاك الأراضي في كيبيرا، مما جعلها مستوطنة غير مرخصة على الرغم من ذلك، واصل السكان في العيش هناك، وبحلول أوائل 1970 كان الملاك يؤجرون ممتلكاتهم في كيبرا حيث تشير الأرقام إلى أن عدد  المستأجرين  أكبر بكثير مما كان يسمح به القانون.
المستأجرين فقراء جداً، بحيث لا يمكنهم تحمل  إيجار سكن قانوني، وكذلك العثور على أسعار تكون في متناول الجميع في كيبيرا. إزداد عدد السكان في حي كيبيرا بالرغم من أنها غيرمصرح بها. فعام 1974 أفراد من قبيلة كيكويو التي يغلب أفرادها على سكان حي كيبيرا، سيطرت على المناصب الإدارية، التي  بقيت من خلال المحسوبية السياسية.
وقد حدث تحول في التركيبة السكانية الكينية في هذه المنطقة منذ ذلك الحين،  من خلال قبيلتي  «لوه» و «لوهيا» اللتان جاءتا من غرب كينيا تعتبران  المصدر الرئيسي للهجرة الداخلية. وبحلول عام 1995 صار أفراد قبيلة «لو» هم الغالبية السكانية في حي كيبيرا فهم يسكنون وادي ماثاري بالقرب من الحي الفقير الذي يسكنه أفراد قبيلة كيكويو. تسسبت حملات الأحزاب السياسية بفوز زعيم قبيلة لوه '''لانجاتا رايلي أودينجا''' بمقعد في البرلمان.في نفس الوقت  أصبح وادي ماثاري  مرتعا لحرب العصابات. وتصاعدت التوترات السياسية في البلاد بين القبائل العرقية بعد إعادة انتخاب الرئيس «كيباكي» في عام 2007.

الموقع النسبي لحي كيبيرا في نيروبي

للمجتمع النوبي مجلس الحكماء الذين يعتبرو  أمناء الثقة فيه. هذا المجلس الآن يدعي  أن مدى أراضيهم  في كيبيرا أكثر من 4.5 كلم مربع. ويزعمون أنه بسبب المخصصات التي تقرها الدولة تم تقليل مساحة الأرض الآن إلى 3.2 كلم مربع. الحكومة لا تقبل مطالبهم ولكن برنامج إعادة الإسكان في في كيبيرا يتطلب حوالي 1.2 كلم مربع من الأرض  لإسكان  النوبيين. لم يترك الجانبين أي مجال للتفاوض في هذا الموقف.
في الوقت الحاضر، يعتبر سكان كيبيرا من أكبر الخلفيات العرقية الرئيسية الكينية. يأتي العديد من السكان الجدد من المناطق الريفية مع مشاكل التخلف والاكتظاظ السكاني. طبيعة تعدد الأعراق والسياسة الكينية أدى إلى حدوث صراعات عرقية الصغيرة  بكيبيرا. وتملك الحكومة الكينية جميع الأراضي التي تقوم عليها كيبيرا، على الرغم من أنها لا تزال لا تعترف رسميا بها، حيث لا وجود للخدمات الأساسية كالمدارس والعيادات والصرف الصحي، وتعود ملكية الخدمات الموجودة بها للقطاع الخاص.

## جغرافيا
يبعد حي كيبيرا حوالي 5 كلم عن وسط المدينة، يحدها من الجنوب نهر نيروبي و «سد نيروبي»،  الذي يستخدم لتوفير مياه الشرب لسكان المدينة، ولكن الآن هناك اثنين من الأنابيب الرئيسية المتجهة إلى كيبيرا.
تنقسم كيبيرا إلى 13 قرية منها، كياندا، سويتو الشرقية، جاتويكيرا، كيسومو ندوجو، ليندي، لايني سابا، سيرانجا، ماكينا وماشيموني.

## ديموغرافيا

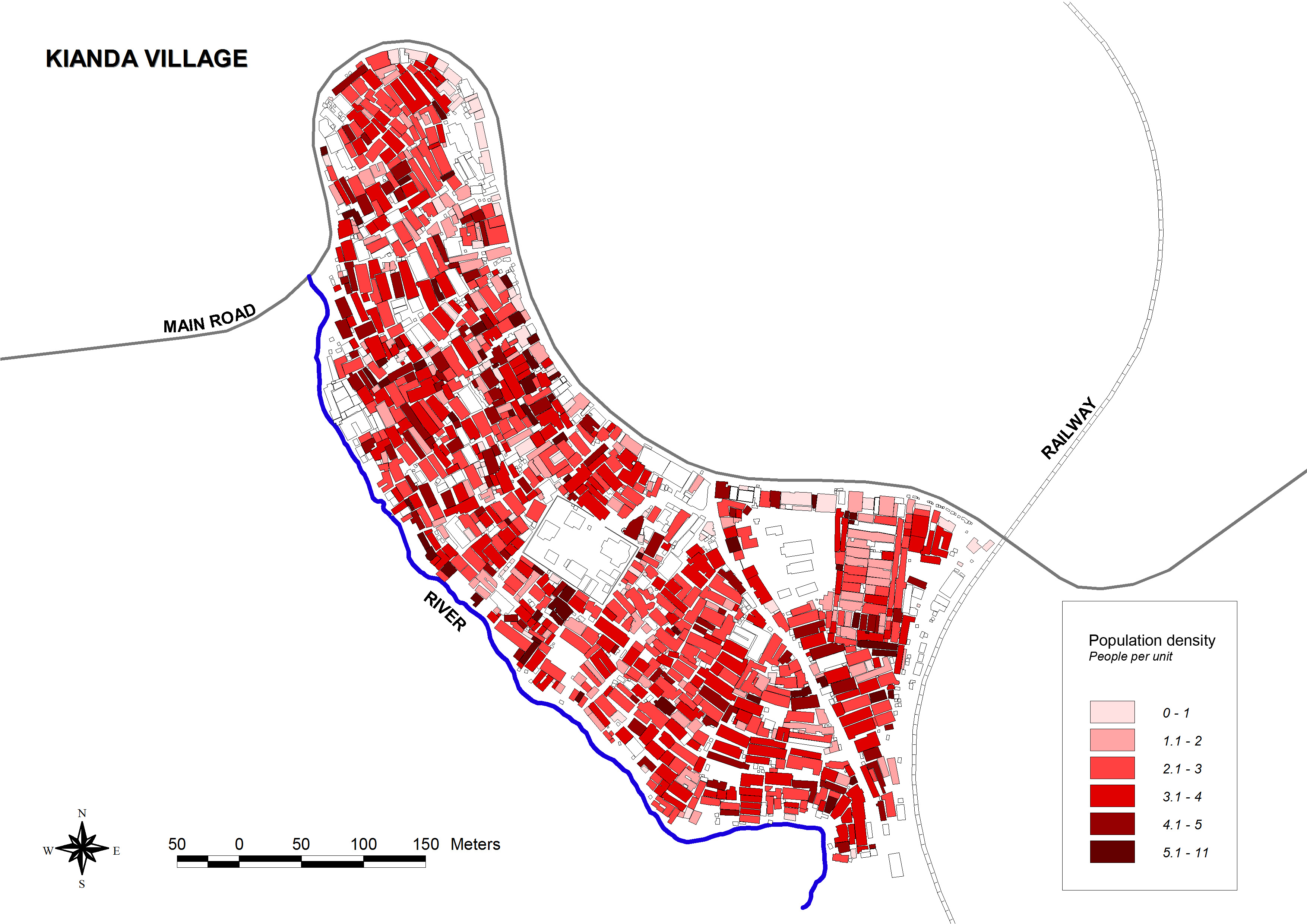
الكثافة السكانية في قرية "كياندا" في غرب كيبرا.

تفيد التقرارير الكينية بأن عدد سكان حي كيبيرا بلغ 170,070 نسمة سنة 2009 .حيث يعتقد أن كيبيرا  واحدة من أكبر المستوطنات الحضرية غير القانونية  في العالم. هناك الكثير من الجهات التي تقول بأن  حجم سكان كيبيرا في تزايد مستمر، وأنه قد أصبح  أكبر الأحياء الفقيرة في أفريقيا مع عدد سكان يفوق 1 مليون. يقول «مايك ديفيس»، خبير معروف في الأحياء الفقيرة، أن عدد سكان كيبيرا بلغ حوالي 800 ألف نسمة.
التحالف الدولي للإسكان (IHC) قام بإحصاء أزيد من نصف مليون شخص. الأمم المتحدة أصدرت عدة تقارير تفيد بأن عدد السكان يتراوح مابين 350.000 ومليون شخص، هذه الإحصائيات تأتي من تحليل الصور الجوية للمنطقة.'(IRIN) «الشبكة الإقليمية للمعومات»  تقول بأن هناك حوالي 2000 ساكن في الهكتار الواحد.
في عام 2008 بدأ فريق مستقل من الباحثين دراسة مستجدة سميت ب«مشروع خريطة كيبرا» بهدف تعيين الخصائص الفيزيائية والاجتماعية والديموغرافية لللأحياء الفقيرة. قام  فريق تدريب من السكان المحليين، بوضع منهجية  مخصصة للمسح، كانت قد جمعت بيانات لأكثر من 15 ألف شخص حتى الآن والانتهاء من رسم خرائط ل5000 هيكل، منها الخدمات (المراحيض العامة والمدارس)، والبنية التحتية (الصرف الصحي، والمياه والكهرباء) في قرية كياندا. استناداً إلى البيانات التي تم جمعها في كياندا، قدر فريق «مشروع خريطة كيبيرا»  أنه يمكن أن يكون عدد سكان كيبيرا ما يتراوح بين 235,000 إلى 270.000 شخص.
تكوين المجموعات العرقية التي تقطن كيبرا والتي تمثلها قبيلة لوه التي يغلب أفرادها على سكان الحي: 34.9% (الذكور)، 35.4 في المائة (للإناث)، لوييا: 26.5 في المائة (الذكور)، 32.5% (الإناث)، النوبيون: 11.6% (الذكور)، 9.1 في المائة (للإناث)، كيكويو: 7.9% (الذكور)، 6.4% (الإناث)، كامبا: 7.5% (الذكور) 10.3 في المائة (للإناث)، كيسي: 6.4% (الذكور)، 2.2% (الإناث)، العرقيات الأخرى: 5.2% (الذكور)، 4.1% (للإناث).

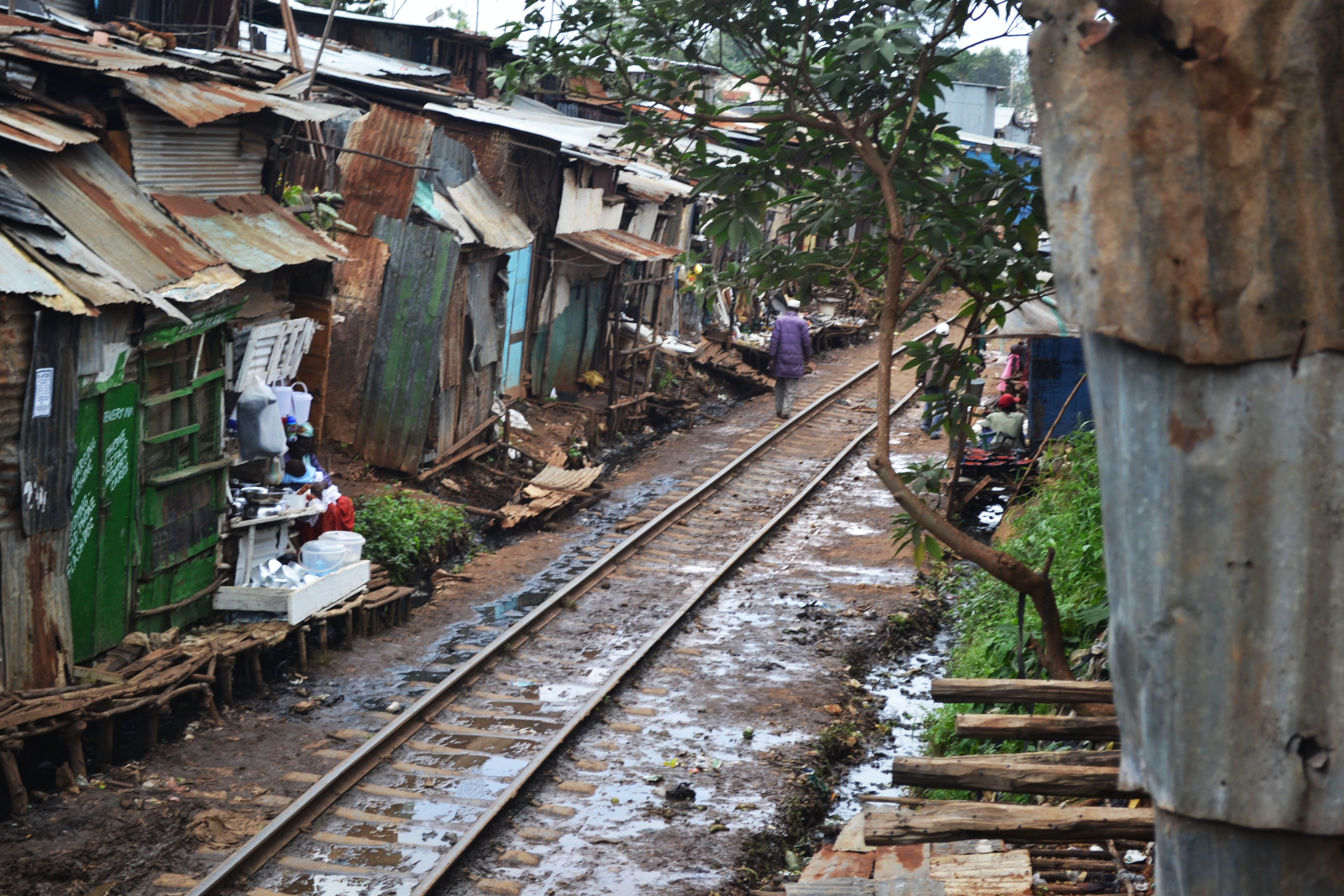
خطوط السكك الحديدية في كيبرا، نيروبي كينيا. خط سكة حديد أوغندا التي تربط بين مومباسا ونيروبي وكيسومو على ضفاف بحيرة فيكتوريا بدأ حوالي 1901 تحت سلطة الإمبراطورية الاستعمارية البريطانية. في أوائل القرن 20، أعطت الحكومة البريطانية الجنود الكينيين في جيشها الإقليمي الحق في العيش على الأراضي العامة بالقرب من خطوط السكك الحديدية، مما أدى إلى نشوء كيبيرا.

## البنية التحتية
يمر خط سكة حديد أوغندا في مركز الحي،  يوفر القطار على الركاب في الأحياء الفقيرة. كما يوجد بكيبرا محطة للسكك الحديدية، ولكن معظم السكان يستخدمون الحافلات والماتاتوس (حافلات صغيرة) للوصول إلى وسط المدينة. إن ضعف قانون المرور يؤدي إلى عدم احترام السائقين له وكذلك سرقة السيارات منتشرة بكثرة.
حي كيبيرا ملوث بشدة بالفضلات البشرية والحيوانية، والقمامة، والسخام، والغبار، وغيرها من النفايات. بسبب نظام الصرف الصحي المفتوح وكثرة استخدام «مراحيض طائرة» (flying toilets). وكذلك الافتقار إلى المرافق الصحية مع سوء التغذية. «أوماندي» منظمة غير حكومية محلية تقوم ببناء المراحيض العامة التي تولد غاز الميثان (الغاز الحيوي) للسكان المحليين.
كما تدعو المحطة الإذاعة المحلية، باموجا (Pamoja) أف أم، لتطوير حي كيبيرا وتطوير كل الأحياء الفقيرة في نيروبي.
وقد ظهرت جريدة كيبرا في نوفمبر عام 2006. وهي صحيفة تغطي أهم القضايا التي تؤثر على الناس في كيبرا، وقد لعبت دورا هاما في تدريب الشباب على مهارات الصحافة الأساسية التي تستخدم لتغطية أهم القضايا في المجتمع.

## التعليم
وتصنف معظم مراكز التعليم في كيبرا كرسمية، وهناك مبادرات مختلفة لإضافة المدارس.كبعض مراكز العناية بالطفل، الذي يلتحق فيما بعد بالمدارس. معظم هذه المدارس لا يتم تنظيمها من قبل الحكومة. بعض هذه المدارس البارزة  هي مدرسة أولمبيك الابتدائية (Olympic Primary School)  واحدة من المدارس الحكومية الرائدة في البلاد، وكذلك مدرسة كيبيرا الابتدائية (وتسمى أيضا كيبرا القديمة)، تقابلها مدرسة المستقبل (FaFu)، فضلا عن العديد من المدارس المملوكة للكنيسة والمملوكة للقطاع الخاص. وتشمل المدارس الثانوية البارزة منها (PCEA Silanga)، وكذلك المدرسة الثانوية، المملوكة للكنيسة المشيخية في شرق أفريقيا، ومركز رايلا التعليمي (Raila Educational centre)، والمدرسة الثانوية الأولمبية (Olympic secondary School) وغيرها. هناك مركز إيمانويل للتدريب التقني والمهني (PCEA) الذي يقدم مهارات التوظيف الذاتي للسكان. وكذلك العديد من المنظمات الشبابية المحلية الأخرى، مثل فريق النجوم السوداء (black stars) لكرة القدم، هي كذلك تشارك في المشاريع التعليمية.

## النهوض بالأحياء الفقيرة

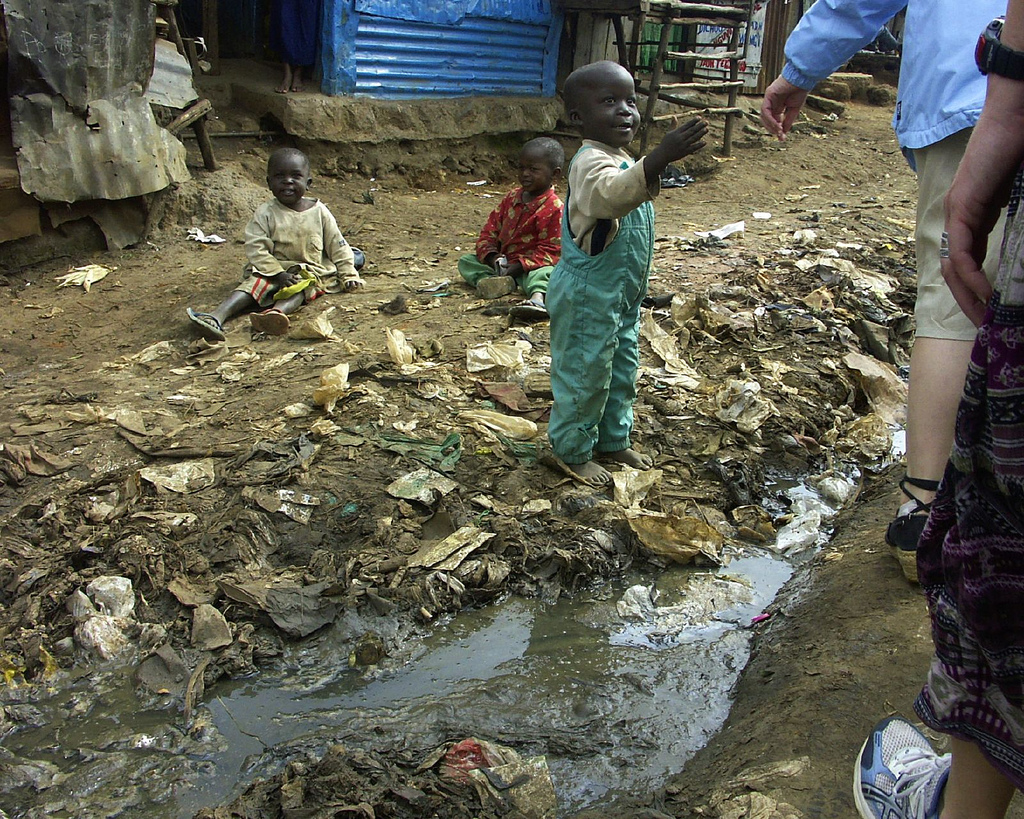
جزء كبير من الأرض في حي كيبيرا تتكون من النفايات والقمامة.

كيبرا هو واحد من الأحياء الفقيرة الأكثر دراسة في أفريقيا، ليس فقط لأنه يقبع داخل العاصمة، ولكن أيضا من طرف الأمم المتحدة، وكالة الأمم المتحدة للمستوطنات البشرية. زار بان كي مون المستوطنة في غضون شهر من اختياره أمينا عاما للأمم المتحدة.
باعتبار كيبيرا واحدة من أكبر الأحياء الفقيرة  في كينيا، فهي تمر بعملية مكثفة للارتقاء بالأحياء الفقيرة. الحكومة والأمم المتحدة وكذلك المنظمات غير الحكومية وبالخصوص ماجي نا أوفانيسي (Maji na Ufanisi) تحاول جاهدة تحسين الأوضاع الاجتماعية والصحية داخل هذه الأحياء
هناك ثلاث عوامل معقدة للبناء أو الترقية داخل حي كيبيرا، الأول هو معدل الجرائم  البسيطة والخطيرة. بحيث لا يمكن ترك مواد البناء غير مراقبة لفترة طويلة لأنه يمكن أن تتعرض السرقة. فإنه ليس من غير المألوف لأصحاب المساكن التي تضرر  من جراء العواصف فهم يسكنون مخيم  على  بقايا منازلهم وبالتالي هم من يقومون بحماية مواد الالبناء من اللصوص  حتى يمكن إجراء إصلاحات للبيوت.
أما الثاني فهو عدم وجود شركات البناء. فجزء كبير من أرض كيبيرا يتكون من النفايات. وغالبا ما يتم بناء المساكن فوق هذه الأرضية غير مستقرة، وبالتالي فإن هذا يؤدي إلى انهيار الكثير من المساكن، وهو ما يحدث بالفعل بشكل منتظم. يعني أنه حتى لو شيدت المباني بطريقة جيدة فإنه يمكن أن تتعرض للضرر من انهيار المباني القصديرية القريبة منها.
العامل الثالث والأكثر تعقيدا هو التضاريس الصعبة والمسالك الضيقة في المنطقة. عدد قليل من المنازل التي يمكن للسيارات الوصول إليها، وكثير منها بنيت في منحدرات شديدة الانحدار (الأمر الذي يزيد من خطر الفيضانات). هذا يعني أن أي جهد للبناء سيكون صعوبا ومكلفا لأن  جميع مواد البناء يجب أن تنقل يدويا.

### تطوير

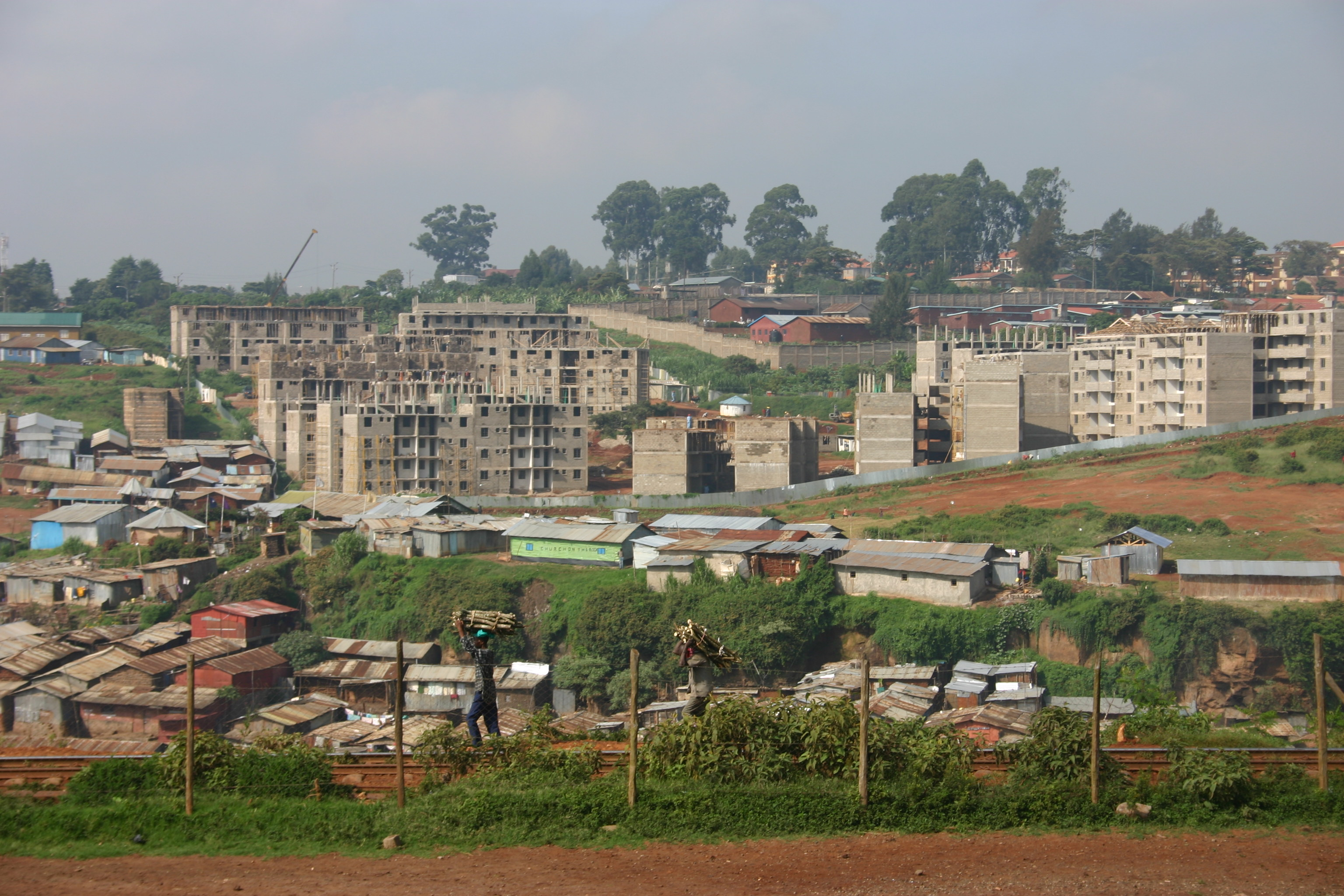
الشقق الجديدة التي يجري بناؤها بمحاذات كيبرا

في 16 سبتمبر 2009 بدأت الحكومة الكينية، التي تدعي ملكية الأرض التي تقبع عليها كيبيرا، في برنامج طويل المدى والذي يهدف من خلاله إلى  إعادة إسكان الأشخاص الذين يعيشون في الأحياء الفقيرة في نيروبي.
كان يتوقع أن تستغرق عملية  إزالة كيبيرا  ما بين سنتين إلى خمس سنوات. تم التخطيط لإعادة إسكان جميع سكان الأحياء الفقيرة  في مدة تسع سنوات  في المدينة. كان المشروع بدعم من الأمم المتحدة ورئيس الوزراء السابق رايلا أودينغا، الذي كان نائبا للمنطقة، وكان يتوقع أن يكلف 1.2 مليار دولار. تم التخطيط لجعل هذه المدن ككل المدن الحديثة والتي تشمل المدارس والأسواق والملاعب وغيرها من المرافق. تم نقل الدفعة الأولى التي تتكون من حولي 1500 شخص بعيدا عن طريق الشاحنات في 16 سبتمبر 2009 من الساعة 6:30 صباحا بالتوقيت المحلي وتم تسكينهم في 300 شقة سكنية شيدت حديثا بإيجار شهري يقدر ب 10 دولار.
تم تأجيل عمليات الترحيل عدة مرات. حضر  رئيس الوزراء أودينغا هناك  للإشراف على اليوم الأول من العملية. وانضم إليه في اليوم الأول وزير الإسكان «سويتا شيتاندا» ومساعدته «مارجريت وانجيرو»، مع مساعدة السكان لنقل ممتلكاتهم. كما حضر  ضباط الشرطة المسلحة للإشراف على الترتيبات وردع أي مقاومة.
قدمت أزيد من 80 عملية طعن قانونية من طرف السكان، وذكرت المحكمة العليا الكينية  أنه لايمكن البدء بعملية الهدم حتى يتم النظر في القضية في أكتوبر، لكنها قادرة على هدم السكنات التي يغادرها ساكينها طواعية. المدعون ال80 هم مجموعة من الملاك من الطبقة الوسطى وسكان من حي كيبيرا، حيث يزعمون أن الأرض في كيبيرا تحت تصرفهم، وليس للحكومة دخل في هدم الأكواخ.
لقي المشروع الكثير من الانتقادات من طرف المخططين الحضريين الذين قالو أنه من الخطأ تكرار نفس الأخطاء السابقة، وذلك عندما تتشارك أسرة فقيرة مع عائلة أو عائلتين في شقة من غرفتين وفي دفع الإيجار، لهذه السكنات التي تؤجرها لهم عائلات من الطبقة المتوسطة. فالحد الحد الأدنى للأجر في كينيا لا يتعدى 2 دولار لليوم الواحد. وهناك أيضا جدل قائم حول بدأ المشروع مرة أخرى لأعادة إسكان 7500 شخص والذي تم تأجيله لمدة 5 سنوات حيث أشار أحد المسؤولين الحكوميين أنه إذا استمر المشروع على هذه الحال فسوف يستغرق 1.178 سنة لإكماله.

## مراجع في الثقافة الشعبية

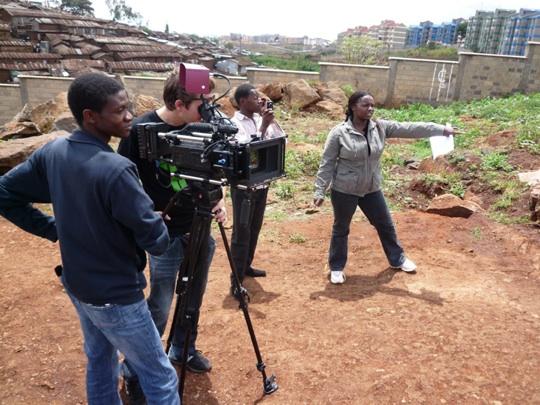
تصوير فيلم "التكاتف الأعلى"(Togetherness Supreme) في كيبيرا، بالتعاون مع المتدربين الشباب من كيبيرا